# Ada de Huntingdon
Titre
Comtesse de Hollande
1162 – 1190
Ada de Huntingdon, née vers 1145 et morte après 1206, est une princesse écossaise de la maison de Dunkeld, fille du prince Henri d'Écosse et d'Ada de Warenne. 

## Biographie

### Enfance et formation
Née en Écosse, Ada est la fille de Henri de Huntingdon et de son épouse Ada, fille de Guillaume II de Warenne, comte de Surrey. Son père Henri est le fils de David Ier, roi d'Écosse, et de Maud, fille de Waltheof de Huntingdon, comte de Northumbrie. Ada est donc la sœur des rois d'Écosse Malcolm IV (1141-1165) et Guillaume Ier dit le Lion (1143-1214), et de David (1152-1219), comte de Huntingdon. 

### Vie de famille
Elle fut comtesse de Hollande de 1162 à 1190 par son mariage avec le comte Florent III. 

## Descendance
De son union avec Florent III naissent : 
1. Ada (morte après 1205), qui épouse le margrave Othon II de Brandebourg, dont elle est la seconde femme ;
2. Margaret (morte après 1203), qui épouse en 1182 le comte de Clèves Thierry IV ;
3. Thierry VII (mort en 1203), comte de Hollande ;
4. Guillaume Ier (mort en 1222), comte de Hollande ;
5. Florent de Hollande (mort en 1210), évêque de Glasgow ;
6. Baldwin (mort en  1204) ;
7. Robert ;
8. Béatrice ;
9. Élisabeth ;
10. Hedwige ;
11. Agnès (morte en 1228), abbesse de Rijnsburg.